# Micropterix facetella
Micropterix facetella is een vlinder uit de familie van de oermotten (Micropterigidae). De wetenschappelijke naam van de soort is voor het eerst geldig gepubliceerd door Philipp Christoph Zeller in 1850.

## Verspreiding en leefgebied
De soort komt voor in Europa.